# Ternana Calcio 2024-2025
Questa voce raccoglie le informazioni riguardanti la Ternana Calcio nelle competizioni ufficiali della stagione 2024-2025.

## Stagione

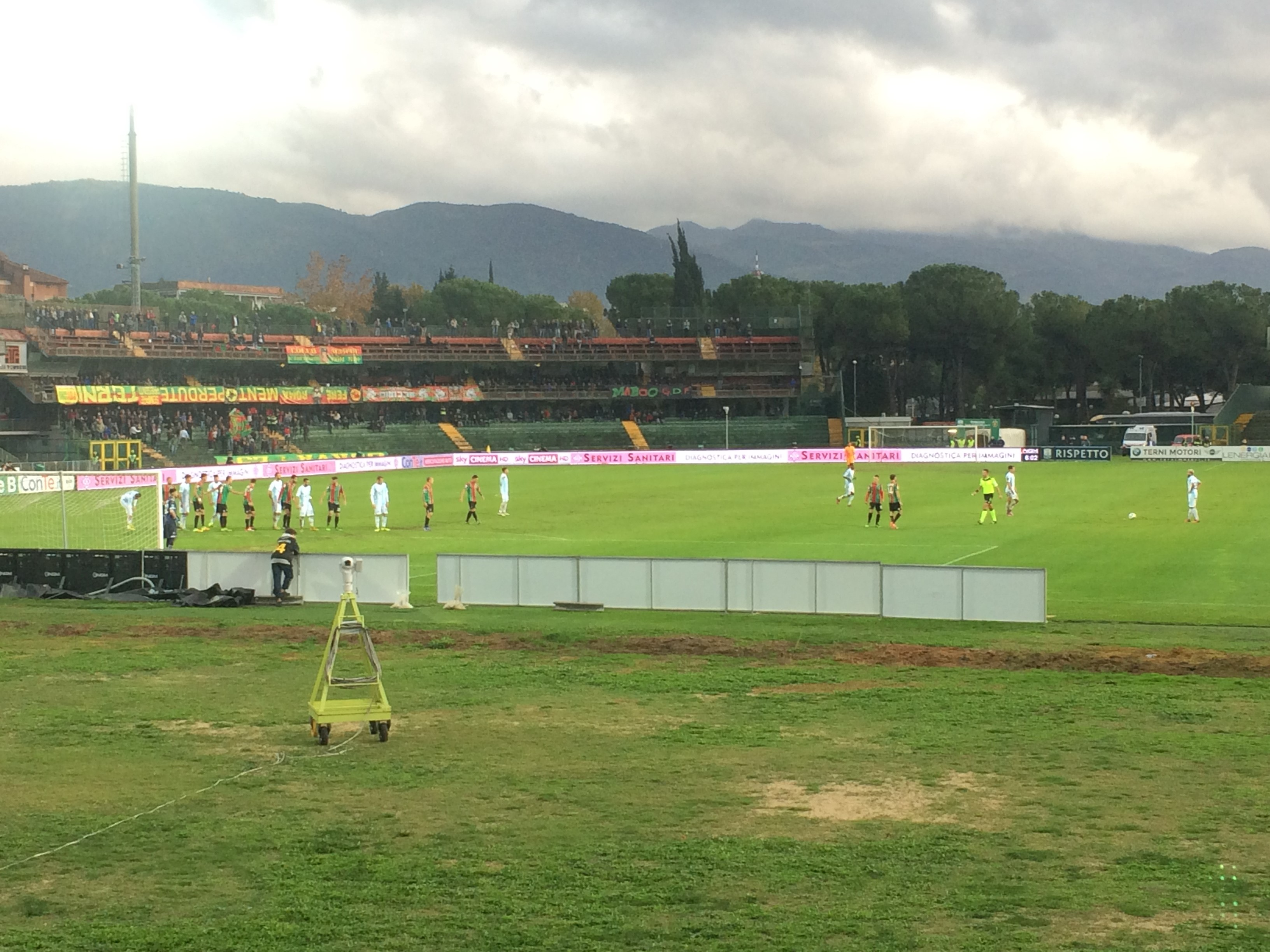
Il settore ospiti del Liberati.

La stagione 2024-2025 sarà per la Ternana la 39ª partecipazione alla terza serie del Campionato italiano di calcio.
Il 21 giugno 2024 viene ufficializzato il tecnico Ignazio Abate.
La squadra svolgerà il ritiro precampionato a San Gemini.
L'esordio stagionale c'è stato il 10 agosto 2024, in occasione del primo turno eliminatorio della Coppa Italia Serie C, dove i rossoverdi sono stati sconfitti in casa per 1 a 2 dalla Casertana; il 23 agosto, invece, c'è stato il debutto in campionato, nella gara interna contro il Pescara, anch'essa terminata con la sconfitta per 1 a 2.

## Organigramma societario
Tratto dal sito ufficiale.
Area direttiva
- Presidente: Nicola Guida[2][10] (fino al 30 settembre 2024); Stefano D’Alessandro (dal 1º ottobre 2024)
- Vicepresidente: Antonio Margiotta
- Direttore generale: Diego Foresti (fino al 30 settembre 2024)[11]
- Direttore operativo: Giuseppe D’Aniello

Area organizzativa
- Segretaria sportiva: Vanessa Fenili
- Segretaria organizzativa: Francesca Caffarelli
- Team manager: Mattia Stante

Area marketing
- Ufficio marketing: Sergio Salvati

Area sanitaria
- Responsabile: Dr.ssa Alessandra Favoriti
- Medici sociali: Dr. Carmelo Gentile
- Fisioterapisti: Valerio Caroli, Daniele Marchetti, Alessandro Alberti

Area comunicazione
- Responsabile della Comunicazione: Lorenzo Modestino[12]
- Social Media Manager: Gloria Panfili

Area tecnica
- Direttore sportivo: Carlo Mammarella[13][14]
- Allenatore: Ignazio Abate[2](fino al 30 marzo 2025)poi Fabio Liverani
- Allenatore in seconda: Cesare Beggi (fino al 30 marzo 2025)poi Claudio Bellucci
- Match Analyst: Ivan Manfredi
- Preparatore atletico: Donatello Matarangolo, Luca Casali[15]
- Preparatore dei portieri: Antonio Razzano (fino al 16 ottobre 2024); Adalberto Grigioni (dal 17 ottobre 2024)[16]

## Divise e sponsor
Il Main Sponsor per la stagione 2024-2025 è stato fino alla fine 2024  L'Energia  , mentre dal 2025 in concomitanza con il centenario della società è "Anno 100" , mentre lo sponsor tecnico è Macron.

## Rosa
Tratto dal sito ufficiale.
In corsivo i calciatori ceduti a stagione in corso.
Rosa aggiornata al 5 febbraio 2025.
| N. |                        | Ruolo | Calciatore               |
| -- | ---------------------- | ----- | ------------------------ |
| 1  | Italia (bandiera)      | P     | Tommaso Vitali           |
| 2  | Italia (bandiera)      | D     | Nicolò Fazzi             |
| 3  | Italia (bandiera)      | D     | Fabio Tito               |
| 4  | Italia (bandiera)      | C     | Andrea Vallocchia        |
| 5  | Italia (bandiera)      | C     | Giovanni Corradini       |
| 6  | Italia (bandiera)      | D     | Giuseppe Loiacono        |
| 7  | Italia (bandiera)      | C     | Nicola Patanè            |
| 7  | Italia (bandiera)      | C     | Vincenzo Millico         |
| 8  | Paesi Bassi (bandiera) | C     | Kees de Boer             |
| 9  | Argentina (bandiera)   | A     | Alexis Ferrante          |
| 10 | Italia (bandiera)      | A     | Emanuele Cicerelli       |
| 11 | Italia (bandiera)      | A     | Alessio Curcio           |
| 12 | Italia (bandiera)      | P     | Filippo Novelli          |
| 13 | Italia (bandiera)      | D     | Alessio Maestrelli       |
| 15 | Argentina (bandiera)   | C     | Tiago Casasola           |
| 17 | Italia (bandiera)      | C     | Salvatore Aloi           |
| 19 | Italia (bandiera)      | D     | Marco Capuano (capitano) |
| 20 | Italia (bandiera)      | D     | Francesco Donati         |

| N. |                      | Ruolo | Calciatore            |
| -- | -------------------- | ----- | --------------------- |
| 21 | Spagna (bandiera)    | A     | Carlos Mattheus       |
| 22 | Italia (bandiera)    | P     | Denis Franchi         |
| 23 | Italia (bandiera)    | A     | Carmelo Ferrara       |
| 26 | Croazia (bandiera)   | D     | Luka Bogdan           |
| 30 | Italia (bandiera)    | C     | Samuele Damiani       |
| 31 | Italia (bandiera)    | A     | Pietro Rovaglia       |
| 32 | Italia (bandiera)    | C     | Michele Carboni       |
| 44 | Italia (bandiera)    | A     | Enrico Brignola       |
| 62 | Italia (bandiera)    | P     | Gianmarco Vannucchi   |
| 65 | Italia (bandiera)    | P     | Pietro Passador       |
| 66 | Finlandia (bandiera) | C     | Niklas Pyyhtiä        |
| 70 | Italia (bandiera)    | C     | Federico Romeo        |
| 71 | Italia (bandiera)    | A     | Pietro Cianci         |
| 72 | Italia (bandiera)    | C     | Aaron Ciammaglichella |
| 73 | Bulgaria (bandiera)  | D     | Dimo Krastev          |
| 77 | Italia (bandiera)    | C     | Federico Viviani      |
| 87 | Italia (bandiera)    | D     | Bruno Martella        |
| 99 | Italia (bandiera)    | A     | Alfredo Donnarumma    |

## Calciomercato

### Sessione estiva(dal 1º/7 al 1º/9)
| Acquisti | Acquisti                  | Acquisti        | Acquisti      |
| R.       | Nome                      | da              | Modalità      |
| -------- | ------------------------- | --------------- | ------------- |
| P        | Gianmarco Vannucchi       | Taranto         | definitivo    |
| D        | Giuseppe Loiacono         | Crotone         | definitivo    |
| D        | Bruno Martella            | Feralpisalò     | fine prestito |
| D        | Fabio Tito                | Avellino        | definitivo    |
| D        | Francesco Donati          | Empoli          | definitivo    |
| D        | Alessio Maestrelli        | Turris          | definitivo    |
| D        | Dimo Krăstev              | Fiorentina      | prestito      |
| C        | Nicola Patanè             | Verona          | prestito      |
| C        | Salvatore Aloi            | Pescara         | definitivo    |
| C        | Michele Carboni           | Cagliari        | prestito      |
| C        | Samuele Damiani           | Palermo         | prestito      |
| C        | Federico Romeo            | Ternana         | definitivo    |
| C        | Giovanni Corradini        | Spezia          | prestito      |
| A        | Alfredo Donnarumma        | Catanzaro       | fine prestito |
| A        | Gabriele Capanni          | Rimini          | fine prestito |
| A        | Carlos Mattheus Caballero | Athletic Bilbao | definitivo    |
| A        | Alexis Ferrante           | Benevento       | fine prestito |
| A        | Pietro Rovaglia           | Casertana       | fine prestito |
| A        | Emanuele Cicerelli        | Catania         | prestito      |
| A        | Pietro Cianci             | Catania         | prestito      |
| A        | Alessio Curcio            | Catanzaro       | definitivo    |

| Cessioni         | Cessioni                | Cessioni   | Cessioni              |
| R.               | Nome                    | a          | Modalità              |
| ---------------- | ----------------------- | ---------- | --------------------- |
| P                | Antony Iannarilli       | Avellino   | definitivo            |
| D                | Filippo Sgarbi          | Cosenza    | fine prestito         |
| D                | Franco Carboni          | Inter      | fine prestito         |
| D                | Riccardo Zoia           | Vis Pesaro | fine prestito         |
| D                | Frederik Sørensen       |            | svincolato            |
| D                | Christian Dalle Mura    | Fiorentina | fine prestito         |
| D                | Filippo Distefano       | Fiorentina | fine prestito         |
| D                | Giacomo Faticanti       | Lecce      | fine prestito         |
| D                | Costantino Favasuli     | Fiorentina | fine prestito         |
| D                | Ange Caumenan N'Guessan | Torino     | fine prestito         |
| D                | Lorenzo Lucchesi        | Fiorentina | fine prestito         |
| D                | Marco Bonugli           | Fermana    | prestito              |
| D                | Luka Bogdan             |            | risoluzione contratto |
| D                | Gabriele Boloca         |            | risoluzione contratto |
| C                | Gastón Pereiro          | Cagliari   | fine prestito         |
| C                | Gregorio Luperini       | Catania    | definitivo            |
| C                | Niklas Pyyhtiä          | Bologna    | fine prestito         |
| C                | Andrei Mărginean        | Sassuolo   | fine prestito         |
| C                | Ottavio Garau           | Taranto    | prestito              |
| A                | Andrea Favilli          | Genoa      | fine prestito         |
| A                | Antonio Raimondo        | Bologna    | prestito              |
| A                | Jan Żuberek             | Inter      | fine prestito         |
| A                | Federico Dionisi        |            | svincolato            |
| A                | Pietro Rovaglia         | Gubbio     | prestito              |
| A                | Gabriele Capanni        | Pianese    | prestito              |
| Altre operazioni |                         |            |                       |
| R.               | Nome                    | a          | Modalità              |
| D                | Niccolò Corrado         | Brescia    | definitivo            |
| C                | Francesco Di Tacchio    | Catania    | definitivo            |
| C                | Jakub Łabojko           |            | svincolato            |

### Sessione invernale(dal 2/1 al 3/2)
| Acquisti | Acquisti              | Acquisti     | Acquisti   |
| R.       | Nome                  | da           | Modalità   |
| -------- | --------------------- | ------------ | ---------- |
| P        | Pietro Passador       | Pro Vercelli | prestito   |
| D        | Nicolò Fazzi          | Lucchese     | definitivo |
| C        | Aaron Ciammaglichella | Torino       | prestito   |
| C        | Andrea Vallocchia     | Triestina    | definitivo |
| C        | Vincenzo Millico      | Foggia       | definitivo |
| A        | Enrico Brignola       | Catanzaro    | definitivo |

| Cessioni | Cessioni        | Cessioni     | Cessioni             |
| R.       | Nome            | a            | Modalità             |
| -------- | --------------- | ------------ | -------------------- |
| P        | Denis Franchi   | Pro Vercelli | prestito             |
| C        | Michele Carboni | Cagliari     | risoluzione prestito |
| C        | Nicolà Patanè   | Pergolettese | prestito             |
| A        | Carmelo Ferrara | Foligno      | prestito             |

## Risultati

### Coppa Italia Serie C

#### Turni eliminatori
| Arbitro: | Maccarini (Arezzo) |

|             |           |                        |
| Capuano 60’ | Marcatori | 57’ Proia 120’ Iuliano |

## Statistiche

### Statistiche di squadra
Statistiche aggiornate al 18 marzo 2025
| Competizione         | Punti | In casa | In casa | In casa | In casa | In casa | In casa | In trasferta | In trasferta | In trasferta | In trasferta | In trasferta | In trasferta | Totale | Totale | Totale | Totale | Totale | Totale | DR  |
| Competizione         | Punti | G       | V       | N       | P       | Gf      | Gs      | G            | V            | N            | P            | Gf           | Gs           | G      | V      | N      | P      | Gf     | Gs     | DR  |
| -------------------- | ----- | ------- | ------- | ------- | ------- | ------- | ------- | ------------ | ------------ | ------------ | ------------ | ------------ | ------------ | ------ | ------ | ------ | ------ | ------ | ------ | --- |
| Serie C              | 69    | 16      | 11      | 4       | 1       | 40      | 10      | 16           | 10           | 4            | 2            | 21           | 7            | 32     | 21     | 8      | 3      | 61     | 17     | +44 |
| Coppa Italia Serie C | -     | 1       | 0       | 0       | 1       | 1       | 2       | 0            | 0            | 0            | 0            | 0            | 0            | 1      | 0      | 0      | 1      | 1      | 2      | -1  |
| Totale               | -     | 17      | 11      | 5       | 1       | 41      | 12      | 16           | 10           | 4            | 2            | 21           | 7            | 33     | 21     | 8      | 4      | 62     | 19     | +43 |

### Andamento in campionato
| Giornata  | 1  | 2  | 3  | 4 | 5 | 6 | 7 | 8 | 9 | 10 | 11 | 12 | 13 | 14 | 15 | 16 | 17 | 18 | 19 | 20 | 21 | 22 | 23 | 24 | 25 | 26 | 27 | 28 | 29 | 30 | 31 | 32 | 33 | 34 | 35 | 36 | 37 | 38 |
| --------- | -- | -- | -- | - | - | - | - | - | - | -- | -- | -- | -- | -- | -- | -- | -- | -- | -- | -- | -- | -- | -- | -- | -- | -- | -- | -- | -- | -- | -- | -- | -- | -- | -- | -- | -- | -- |
| Luogo     | C  | T  | T  | C | T | C | T | C | C | T  | C  | T  | C  | T  | C  | T  | C  | T  | C  | T  | C  | C  | T  | C  | T  | C  | T  | T  | C  | T  | C  | T  | C  | T  | C  | T  | C  | T  |
| Risultato | P  | V  | N  | V | V | V | V | N | V | N  | N  | V  | V  | N  | V  | V  | V  | P  | N  | N  | N  | V  | P  | V  | V  | V  | P  | V  | V  | V  | V  | V  |    |    |    |    |    |    |
| Posizione | 16 | 10 | 12 | 6 | 3 | 2 | 2 | 2 | 2 | 2  | 2  | 2  | 2  | 2  | 2  | 2  | 2  | 1  | 1  | 1  | 1  | 1  | 2  | 2  | 2  | 2  | 2  | 2  | 2  | 2  | 2  | 2  | 2  |    |    |    |    |    |

Fonte: Lega Pro
Legenda:

Luogo: N = Campo neutro; C = Casa; T = Trasferta. Risultato: V = Vittoria; N = Pareggio; S = Sconfitta.
- = Turno di riposo.

### Statistiche dei giocatori
In corsivo i calciatori ceduti a stagione in corso.
| Giocatore          | Serie C  | Serie C | Serie C     | Serie C    | Coppa Italia Serie C | Coppa Italia Serie C | Coppa Italia Serie C | Coppa Italia Serie C | Totale   | Totale | Totale      | Totale     |
| Giocatore          | Presenze | Reti    | Ammonizioni | Espulsioni | Presenze             | Reti                 | Ammonizioni          | Espulsioni           | Presenze | Reti   | Ammonizioni | Espulsioni |
| ------------------ | -------- | ------- | ----------- | ---------- | -------------------- | -------------------- | -------------------- | -------------------- | -------- | ------ | ----------- | ---------- |
| S. Aloi            | 16       | 1       | 3           | 0          | 1                    | 0                    | 0                    | 0                    | 17       | 1      | 3           | 0          |
| E. Brignola        | 0        | 0       | 0           | 0          | 0                    | 0                    | 0                    | 0                    | 0        | 0      | 0           | 0          |
| C. M. Caballero    | 0        | 0       | 0           | 0          | 0                    | 0                    | 0                    | 0                    | 0        | 0      | 0           | 0          |
| M. Capuano         | 21       | 1       | 5           | 0          | 1                    | 1                    | 0                    | 0                    | 22       | 2      | 5           | 0          |
| M. Carboni         | 12       | 2       | 1           | 0          | 1                    | 0                    | 0                    | 0                    | 13       | 2      | 1           | 0          |
| T. Casasola        | 21       | 3       | 5           | 0          | 1                    | 0                    | 0                    | 0                    | 22       | 3      | 5           | 0          |
| A. Ciammaglichella | 0        | 0       | 0           | 0          | 0                    | 0                    | 0                    | 0                    | 0        | 0      | 0           | 0          |
| P. Cianci          | 21       | 10      | 6           | 0          | 0                    | 0                    | 0                    | 0                    | 21       | 10     | 6           | 0          |
| E. Cicerelli       | 24       | 13      | 2           | 0          | 1                    | 0                    | 1                    | 0                    | 25       | 13     | 3           | 0          |
| G. Corradini       | 21       | 1       | 4           | 0          | 0                    | 0                    | 0                    | 0                    | 21       | 1      | 4           | 0          |
| A. Curcio          | 22       | 2       | 2           | 0          | 0                    | 0                    | 0                    | 0                    | 22       | 2      | 2           | 0          |
| K. de Boer         | 22       | 1       | 3           | 0          | 1                    | 0                    | 0                    | 0                    | 23       | 1      | 3           | 0          |
| S. Damiani         | 5        | 0       | 0           | 0          | 1                    | 0                    | 0                    | 0                    | 6        | 0      | 0           | 0          |
| F. Donati          | 20       | 2       | 1           | 0          | 0                    | 0                    | 0                    | 0                    | 20       | 2      | 1           | 0          |
| A. Donnarumma      | 15       | 2       | 0           | 0          | 0                    | 0                    | 0                    | 0                    | 15       | 2      | 0           | 0          |
| N. Fazzi           | 0        | 0       | 0           | 0          | 0                    | 0                    | 0                    | 0                    | 0        | 0      | 0           | 0          |
| A. Ferrante        | 18       | 1       | 1           | 0          | 1                    | 0                    | 0                    | 0                    | 19       | 1      | 1           | 0          |
| C. Ferrara         | 0        | 0       | 0           | 0          | 1                    | 0                    | 0                    | 0                    | 1        | 0      | 0           | 0          |
| D. Franchi         | 1        | -2      | 0           | 0          | 0                    | -0                   | 0                    | 0                    | 1        | -2     | 0           | 0          |
| D. Krăstev         | 2        | 0       | 0           | 0          | 0                    | 0                    | 0                    | 0                    | 2        | 0      | 0           | 0          |
| G. Loiacono        | 21       | 0       | 6           | 0          | 1                    | 0                    | 1                    | 0                    | 22       | 0      | 7           | 0          |
| A. Maestrelli      | 14       | 1       | 3           | 0          | 0                    | 0                    | 0                    | 0                    | 14       | 1      | 3           | 0          |
| B. Martella        | 18       | 0       | 2           | 0          | 1                    | 0                    | 0                    | 0                    | 19       | 0      | 2           | 0          |
| C. Mattheus        | 4        | 1       | 0           | 0          | 1                    | 0                    | 0                    | 0                    | 5        | 1      | 0           | 0          |
| V. Millico         | 0        | 0       | 0           | 0          | 0                    | 0                    | 0                    | 0                    | 0        | 0      | 0           | 0          |
| P. Passador        | 0        | -0      | 0           | 0          | 0                    | -0                   | 0                    | 0                    | 0        | -0     | 0           | 0          |
| N. Patanè          | 7        | 0       | 1           | 0          | 1                    | 0                    | 1                    | 0                    | 8        | 0      | 2           | 0          |
| F. Romeo           | 22       | 4       | 5           | 0          | 0                    | 0                    | 0                    | 0                    | 22       | 4      | 5           | 0          |
| P. Rovaglia        | 1        | 0       | 0           | 0          | 0                    | 0                    | 0                    | 0                    | 1        | 0      | 0           | 0          |
| F. Tito            | 21       | 0       | 2           | 0          | 0                    | 0                    | 0                    | 0                    | 21       | 0      | 2           | 0          |
| A. Vallocchia      | 0        | 0       | 0           | 0          | 0                    | 0                    | 0                    | 0                    | 0        | 0      | 0           | 0          |
| G. Vannucchi       | 22       | -11     | 0           | 0          | 0                    | 0                    | 0                    | 0                    | 22       | -11    | 0           | 0          |
| T. Vitali          | 2        | -1      | 0           | 0          | 1                    | -2                   | 0                    | 0                    | 3        | -3     | 0           | 0          |
| F. Viviani         | 0        | 0       | 0           | 0          | 1                    | 0                    | 0                    | 0                    | 1        | 0      | 0           | 0          |

## Giovanili

### Organigramma
Area direttiva
- Responsabile settore giovanile: Silvio Paolucci[6]
- Direttore settore giovanile: Antonio Palladinetti[110]
- Coordinatore settore giovanile: Leonardo Di Pasquale

Allievi Nazionali Under 16
- Allenatore: Mario Costantini
- Allenatore in seconda: Milko Annarilli
- Preparatore dei portieri: Alessandro Proietti

Primavera 2
- Allenatore: Stefano Morrone[113]
- Team Manager: Michele Ratini

Giovanissimi Nazionali Under 15
- Allenatore: Maurizio Caccavale[114][111]

Allievi Nazionali Under 17
- Allenatore: Marco Di Loreto
- Allenatore in seconda: Francesco Felli

Under 14
- Allenatore: Luca Battistoni[114][116]